# 박트로사우루스
박트로사우루스(Bactrosaurus)는 중생대 백악기 후기에 서식한 초식공룡이다. 학명은 "박트리아의 도마뱀"이란 뜻으로, "Bactria"와 도마뱀을 나타내는 "sauros"가 합쳐져 만들어졌다. 전체 몸 길이는 약4m~6m, 체중은 1.5t정도 되었을 것으로 추정된다. 화석은 중국 고비 사막에서 발견되었다.